# Traviata (opera)
A Traviata vagy La Traviata [la traviˈaːta], azaz A bukott nő Giuseppe Verdi háromfelvonásos operája. Szövegkönyvét Francesco Maria Piave írta ifj. Alexandre Dumas A kaméliás hölgy című regénye alapján, amely 1848-ban jelent meg először nyomtatásban. Az opera ősbemutatójára a velencei La Fenice operaházban került sor 1853. március 6-án. Noha a bemutató nem aratott osztatlan sikert, az évek során a Traviatából a világ operarepertoárjának egyik legjátszottabb darabja lett. A traviata olasz szó, melynek jelentése az útról letért (tra via) vagy tévútra került. Első magyarországi előadása 1855. február 9-én volt Temesváron; a Nemzeti Színházban 1857. november 10-én mutatták be Tévedt nő címmel.

## A kaméliás hölgy

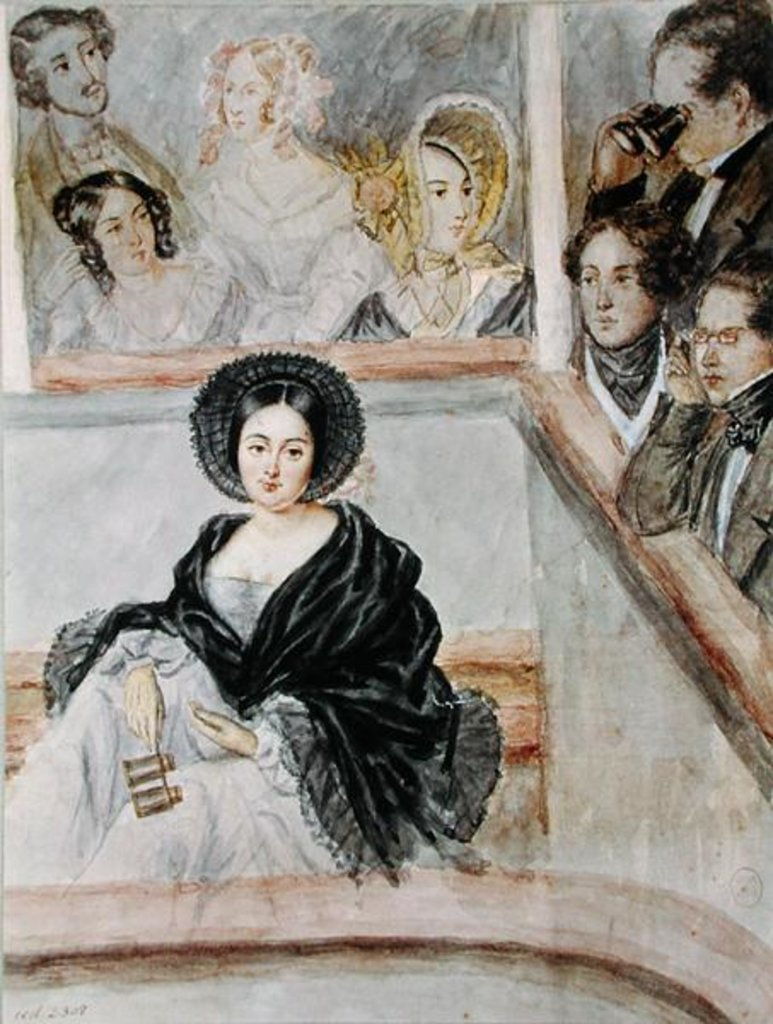
Marie Duplessis

Verdi operája ifj. Alexandre Dumas La dame aux camélias (A kaméliás hölgy) című regényének feldolgozása. Dumas kaméliás hölgyét Marie Duplessis-nek hívták. Még csak 23 éves volt, amikor 1847-ben (egy évvel Dumas regényének megjelenése előtt) a tüdőbaj végzett vele. Duplessis 15 évesen került Párizsba, ahol divatáru-eladóként dolgozott. Szépsége és kalandvágya hamar megnyitotta számára az utat a felső társadalmi réteg felé, és egyike lett a francia főváros legfényűzőbben élő kurtizánjainak. Mindig egy csokor kaméliával a kezében, vagy a keblére tűzött kaméliavirággal jelent meg az úri közönségben. Marie egyidős volt az ifjú Dumas-val, viszonyuk kevesebb mint egy évig tartott. Dumas róla formázta regényének főhősnőjét, Marguérite Gautier-t. A regényben a következő szellemes magyarázatot adja szétválásukra: Kedves Marguérite, nem vagyok elég gazdag ahhoz, hogy úgy szeressem önt, ahogy szeretném, de elég szegény sem, hogy hagyjam magam úgy szeretni, ahogy ön elképzeli….

## A mű keletkezése
1852-ben Verdi feleségével, Giuseppina Strepponival Párizsban részt vett ifj. Alexandre Dumas La dame aux camélias című darabjának premierjén a Vaudeville Théâtre-ban. Ugyanebben az időben a zeneszerzőt megkereste a velencei La Fenice operaház vezetősége, akik a korábban nagy sikerrel bemutatott Rigoletto után újabb szerződést ajánlottak neki. Végül májusban alá is írta, de jó ideig nem foglalkozott vele, mert esedékessé vált A trubadúr elkészítése, amit azonban beárnyékolt a szövegkönyvíró, Salvadore Cammarano halála július 17-én. Nagyjából Cammarano halálának idején a velencei hatóságok sürgetni kezdték Verdit, hiszen az új opera szövegkönyvét szeptember elejére cenzúrakész állapotba kellett hozni. A velenceiek aggodalmát fokozta, hogy a zeneszerző még az új opera témáját sem választotta ki.
Szövegkönyvírónak Francesco Maria Piavét választotta, aki Verdi bussetói birtokán 1852 novemberében megírta az új opera, a Thébaïde librettóját. Verdi ekkor hirtelen azt kérte tőle, hogy vázoljon fel szövegkönyvet A kaméliás hölgy történetére. Ez merész vállalkozásnak tűnt, hiszen a téma kényessége és aktualitása valószínűsítette, hogy a velencei cenzorok visszautasítják. Verdi azonban bízott a La Fenice impresszárióinak befolyásában és a cenzúra nem emelt kifogást a darab ellen, mindössze a címet változtatta Amore e mortéről (Szerelem és halál) Traviatára. Verdi Újév napján jelentette be, hogy szerződéses kötelezettségeinek eleget téve megírja a Traviata zenéjét. Munkáját hátráltatta, hogy esedékessé vált A trubadúr bemutatója és Verdi párhuzamosan dolgozott a két darabon. A trubadúrt 1853. január 17-én mutatták be a római Teatro Apollóban, ahol kiemelkedő sikert aratott.
A premier után Verdi visszasietett bussetói birtokára, hogy befejezze a Traviatát. Nyugtalanító híreket kapott a szereplőkről, Felice Varesiről is, akinek Georges Germont-t kellett volna alakítania. Szerződésében külön záradék rendelkezett arról, hogy más címszereplőt kereshet, ha Fanny Salvini Donatelli, akit némi vonakodás után felkért, alkalmatlannak bizonyulna. Verdinek kötelessége lett volna 1853. január közepe előtt értesítenie az operaházat kifogásairól, ezt azonban A trubadúr előkészítése miatt elfelejtette. Levelet írt a La Fenicének, és tudatta a vezetőséggel egyrészt, hogy a kiválasztott szereplőgárda teljesen alkalmatlan a darabra, másrészt, hogy reumája miatt valószínűleg nem tudja időben befejezni a darabot, ezért cserébe felajánlaná A trubadúrt, ami a velencei közönség számára új darab lenne. A velencei presidenza azonban barátságos, de határozott hangon felszólította a zeneszerzőt, hogy tegyen eleget kötelezettségeinek. „Most kaptam egy üzenetet, hogy ha a tenort és a baritont nem cserélik le, az opera katasztrófa lesz. Tudom, tudom, és be is bizonyítom” – írta egyik levelében Piavénak.
Az opera premierjére 1853. március 6-án került sor. Bukás volt, és ennek okát a zenetörténészek máig vitatják. Egyesek valószínűsítik, hogy a fiaskót maga Verdi szervezte. A pünkösdi királysággal ellentétben a Traviata minden előadása megbukott. A bukás egyik lehetséges oka, hogy a darabot korabeli díszletek között, korabeli jelmezekben játszották, az olasz közönség pedig a múltban játszódó operákhoz, a díszes, krinolinos ruhákhoz szokott. A fő ok azonban valószínűleg a szereposztás lehetett: Salvini-Donatelli ódivatú, 38 éves, dús-színes szoprán volt, akinek tömzsi alakja nem illett Violetta szerepéhez, ezért a halál-jelenetét nevetéssel fogadták. A Giorgio Germont szerepét játszó Varesit is éles kritikákkal illették, Di Provenza című áriája nem mozgatta meg a közönséget. Varesit annyira sértette a bírálat, hogy önnön védelmében megírta a lapoknak: a Traviata bukása kizárólag Verdi felelőssége, mert ő nem tudta, hogyan kell kihasználni énekeseinek előnyös tulajdonságait. Öntelten még azt is hozzáfűzte, hogy a közönség megharagudott a zeneszerzőre, amiért neki, Varesinek nem írt hírnevének megfelelő, jelentős szerepet.
Egy év múlva azonban felújították (a cselekményt áthelyezték a 18. század elejére), és a szintén velencei Teatro Gallóban vitték színre. A zeneszerző öt számon változtatott, de az utolsó felvonás végét a színház tulajdonosának kérése ellenére sem volt hajlandó átírni. A világ ennek ellenére megbocsátott a szegény bűnösnek, ahogyan Verdi nevezte Violetta Valéryt, a darab főhősnőjét, és ő hamarosan elfoglalta helyét a legkedveltebb Verdi-figurák között.

## Szereplők

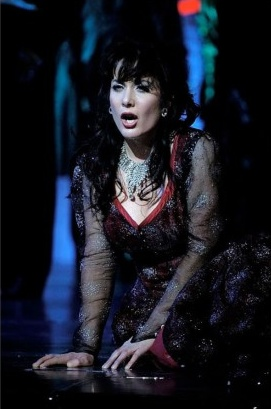
Manuela Uhl Violetta szerepében

| Szereplő                                                                | Hangfekvés                | A bemutató előadás szereposztása |
| ----------------------------------------------------------------------- | ------------------------- | -------------------------------- |
| Violetta Valéry, párizsi kurtizán                                       | szoprán                   | Fanny Salvini-Donatelli          |
| Flora Bervoix, Violetta barátnője                                       | mezzoszoprán              | Speranza Giuseppini              |
| Annina, Violetta komornája                                              | szoprán vagy mezzoszoprán | Carlotta Berini                  |
| Alfred Germont                                                          | tenor                     | Ludovico Graziani                |
| Giorgio Germont vagy Georges Germont, Alfredo apja                      | bariton                   | Felice Varesi                    |
| Gaston, vicomte de Létoreres                                            | tenor                     | Angelo Zuliani                   |
| Douphol báró                                                            | bariton                   | Francesco Dragone                |
| D'Obigny márki                                                          | basszus                   | Arnaldo Silvestri                |
| Doktor Grenvil, Violetta orvosa                                         | basszus                   | Andrea Bellini                   |
| Giuseppe, Violetta komornyikja                                          | tenor                     | G. Borsato                       |
| rendőrtiszt                                                             | basszus                   | Antonio Mazzini                  |
| barátok és barátnők, Violetta és Flora vendégei, személyzet, jelmezesek |                           |                                  |

## Cselekmény
Helyszín:Párizs és környéke
Idő: 18. század közepe vagy 19. század eleje

### Első felvonás
Szalon Violetta házában
A tüdőbeteg Violetta Valéry estéllyel ünnepli, hogy egészségének javultával visszatérhet a társaságba. Meghívta közeli barátait és a párizsi társasági élet előkelőit. Grenvil doktorral fogadja a vendégeket, többek között Douphol bárót és barátnőjét, Florát, aki D'Orbigny márkival érkezik (Dell'invito trascorsa è). A régi ismerősök között feltűnik egy vidéki fiatalember, Alfredo Germont is, aki szerelmes a szép kurtizánba. Gaston, Alfredo barátja tudatja Violettával, hogy a fiatalember reménytelenül szerelmes belé. Violettát – noha igyekszik a lelkében feltámadó szerelmet iróniával és kacérsággal palástolni – szintén hatalmába keríti a szerelem. Alfredo köszöntőre emeli pezsgőspoharát, Violetta és a vendégek pedig csatlakoznak hozzá (Libiamo ne' lieti calici). A vendégek átvonulnak a szomszédos szalonba. Violetta is velük akar tartani, egy hirtelen köhögésroham miatt azonban kénytelen egy pamlagon megpihenni. Alfredo vele marad. Violetta a vendégek közé küldené a fiatalembert, ám Alfredo szerelmet vall neki. Violettát, aki korábban könnyelműen elutasította a fiatalember közeledését, most már komolyan meghatja Alfredo szerelme (Un dì, felice, eterea). A szerelmi vallomás után egy rózsával ajándékozza meg az ifjút, akit másnapra visszavár házába. A vendégek távozása után Violetta a szerelemről töpreng: vajon Alfredo lesz-e az igazi? Arra a következtetésre jut, hogy a kurtizánok nem reménykedhetnek örök szerelemben, és inkább a szabad életet választja (Sempre libera). A távolban a boldog Alfredo szintén a szerelemről énekel (Follie! Follie! ).

### Második felvonás

#### Első szín
Vidéki ház Párizs mellett
Alfredo és Violetta egy Párizs melletti vidéki házba vonulnak vissza, hogy kizárólag szerelmüknek éljenek. Alfredo büszkén énekel erről (Di miei bollenti spiriti), de boldogsága hirtelen szertefoszlik, amikor a komornától, Anninától megtudja, hogy Violetta pénzzé tette vagyonát közös költségeik fedezésére, mivel tőle apja megvonta apanázsát. Alfredo szégyenkezve Párizsba indul, hogy pénzt szerezzen. Távozása után Violetta lép be a szalonba egy meghívóval. Flora hívja az esti bálba, de ő visszautasítja, mert szakított korábbi életvitelével, és csak mosolyog azon az ötleten, hogy visszatérjen a párizsi bálok világába. Annina látogatót jelent be. Violetta fogadja, hiszen akkorra találkozót beszélt meg egy üzletemberrel, de helyette egy idősebb úr lép be: Giorgio Germont, Alfredo apja, aki felszólítja Violettát, hogy a Germont család jó hírének megőrzése végett (Pura siccome un angelo) mondjon le a fiáról. Alfredo és Violetta viszonya botrányosnak számít, ami miatt Alfredo apja nem tudja férjhez adni leányát, mert a kérő családja megfenyegette, hogy ha Alfredo helyzete nem rendeződik, felbontottnak tekintik a házassági kötelezvényt. Kétségbeesett tiltakozás után Violetta beleegyezik az elválásba (Dite alla giovine), búcsúlevelet ír Alfredónak, melyben megírja, hogy visszatér régi életéhez és Douphol báróhoz, aki mellett anyagi biztonságra is számíthat. A visszatérő Alfredót mélyen lesújtja a levél, ugyanakkor sértve érzi magát (Ah, vive sol quel core). Apja álszent vigasztalása (Di Provenza) sem segít rajta: elhatározza, hogy bosszút áll Violettán. Megtalálja Flora levelét, és elhatározza: ő is elmegy a bálba.

#### Második szín
Flora palotája
Flora bálján a szórakoztatásról cigánylányok (Noi siamo zingarelle) és torreádorok gondoskodnak (Di Madride noi siam), de a bál hangulatát beárnyékolja Violetta és Alfredo szakításának a híre. Violetta Douphol báró karján jelenik meg a bálon, és Alfredo úgy gondolja, ő a nő új választottja (Invitato a qui seguirmi). A játékasztalnál Alfredo kellemetlen megjegyzésekkel bosszantja a bárót, és elnyeri pénzét. A feszült hangulatot a vacsora tálalása oldja fel: mindenki átvonul az étkezőszalonba. Violetta visszatér, őt Alfredo követi. A nő igyekszik elhárítani a botrányt: megpróbál Alfredo lelkére beszélni, mert fél, hogy a féltékeny báró párbajra hívja a fiatalembert. Majdnem elárulja érzelmeit, de eszébe jut az öreg Germont-nak tett fogadalma, hogy végleg szakít Alfredóval, és utolsó keseredettségében kijelenti, hogy szerelmes a báróba. A dühös Alfredo feltépi a szalon ajtaját, és behívja a vendégeket. Az ájulás szélén álló Violetta egy asztalnak támaszkodik, Alfredo a kártyajátékban nyert pénzt a lábaihoz szórja, sértegeti és szajhának nevezi. Violetta elájul, a sértett báró pedig párbajra hívja Alfredót. Közben megérkezik az idősebb Germont is, látja, ahogy Violetta megalázottan összeesik, és megrója fiát, amiért megsértette a társadalmi etikettet. Egyedül ő ismeri a jelenet valódi okát, de a fia jövőjének érdekében nem hajlandó azt felfedni (Di sprezzo degno).

### Harmadik felvonás
Violetta hálószobája
A súlyosan beteg (tüdőbaja utolsó stádiumába lépett) Violetta egy szerényen berendezett párizsi lakásban él, ágyhoz kötve. Egyetlen társa Annina, a komorna. Felébred, és gyenge hangon a lányt szólítja: megkéri, hogy nyisson ablakot. Megérkezik Grenvil doktor, és Violetta megpróbál felkelni, de csak komornája segítségével tud felülni egy fotelba. Az orvos javulást ígér neki, de Annina fülébe súgja, hogy már csak néhány órája maradt hátra. Violetta levelet kap az idősebb Germont-tól, aki tudatja vele, hogy elmondta fiának az igazságot önfeláldozásáról, és Alfredo már úton van Párizs felé. Violetta úgy érzi, közeleg a vég, és már nem látja újra szerelmét (Addio del passato). Az ablakon egy utcai bál hangjai szivárognak be a sivár szobába (Largo al quadrupede). Violetta megkéri Anninát, hogy osztogassa szét utolsó pénzét a bálozók között. Megérkezik Alfredo, a szerelmesek együtt álmodoznak leendő közös életükről (Parigi, o cara), de már túl későn. Ahogy a fiú apja megérkezik, Violettán köhögésroham lesz úrrá, lázas képzelődés fogja el (È strano), majd élettelenül összeesik.

## Zárt számok
Első felvonás:
1. Preludio – nyitány

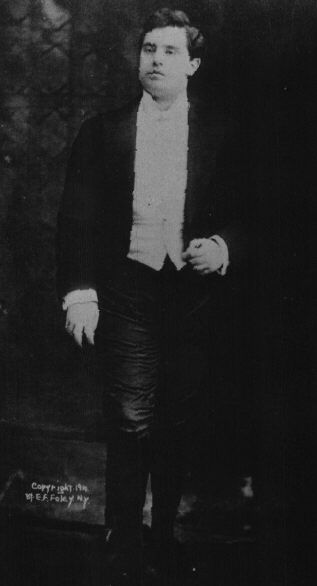
John McCormack Alfredo szerepében

2. Dell'invito trascorsa è – Violetta és vendégei
3. Libiamo ne' lieti calici – Pezsgőária, ismertebb nevén Brindisi
4. Ciò è ciò – Violetta, Flora, a márki, a báró, az orvos, Gastone, Alfredo és a kórus
5. Un dì, felice, eterea – Violetta és Alfredo szerelmi kettőse
6. Ebben? Che diavol fate? – Gastone, Violetta és Alfredo
7. Si ridesta in ciel l'aurora – Flora, Gastone, a báró, a doktor, a márki és a kórus
8. È strano, è strano! – Violetta
9. Follie! Follie! – Violetta és Alfredo kettőse
10. Sempre libera – Violetta nagyáriája

Második felvonás:
1. De' miei bollenti spiriti – Alfredo
2. Annina, donde vieni? – Alfredo
3. Alfredo? – Violetta
4. Pura siccome un angelo – Violetta és Germont kettőse
5. Non sapete quale affetto – Violetta
6. Un di, quando le veneri – Germont
7. Ah! Dite alla giovane – Violetta
8. Morrò, morrò – Violetta
9. Dammi tu forza – Violetta
10. Ah, vive sol quel core – Alfredo
11. Di Provenza – Germont áriája, az Apaária
12. Né rispondi d'un padre – Germont
13. Avrem lieta di maschere – Flora, a márki és a doktor
14. Noi siamo zingarelle – a cigánylányok kara
15. Di Madride noi siam – a torreádorok kara
16. Alfredo! Voi? – Flora és vendégei
17. Invitato a qui seguirmi – Violetta
18. Ogni suo aver tal femmina – Flora, Gastone, a báró, a doktor, a márki és a kórus
19. Di sprezzo degno – Germont, Alfredo, Flora, Gastone, a báró, a doktor, a márki és a kórus

Harmadik felvonás:
1. Preludio – a harmadik felvonás nyitánya
2. Annina? Comandate – Violetta, Annina és a doktor
3. Teneste la promessa – Violetta
4. Addio del passato – Violetta áriája
5. Largo al quadrupede – az utcai kórus (háttérben)
6. Signora! – Che t'accade – Annina és Violetta
7. Parigi, o cara – Violetta és Alfredo kettőse
8. Ah, non più – Violetta
9. Ah, gran Dio, morir – Violetta
10. Ah, Violetta – Germont és Violetta
11. Prendi, questa è l'immagine – Violetta áriája
12. È strano – az opera zárójelenete

## A Traviata zenéje

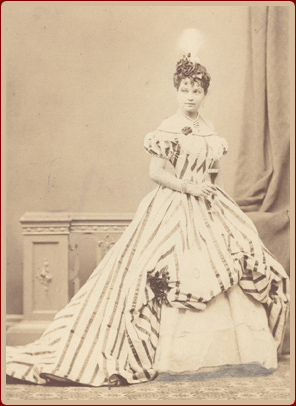
Markovics Ilka Violetta szerepében

A Traviata zenéjét egy korabeli, azt Donizetti és Saverio Mercadante műveihez hasonlító kritikus kamarazenének nevezte – félrevezetően, hiszen Verdi nem úgy írta, hogy azt a milánói vagy nápolyi szalonokban énekelhessék. Melodikája, egyszerű, keringő jellegű ritmusai és a kis hangközökben mozgó témái azonban valóban közel állnak Verdi románcaihoz, ezért a kórus gyakran afféle betolakodónak hat benne.
Szintén félrevezető a Traviatát a verizmus korai példájának tekinteni. Verdi azt ugyan elérte, hogy a darabot korabeli környezetben, korabeli díszletek között és jelmezekben mutassák be, de a szövegkönyvből fakadóan az opera távol áll a realizmustól. Egyébként is, a félvilági hölgy, aki otthagyja a szabad szerelmet egyetlen férfiért, majd a férfi apjának nyomására visszatér korábbi életéhez, egyre inkább idealizálódik, ahogy a való életből regény, abból színdarab, abból pedig opera lesz. Dumas Marguerite-ja teljesen színházi, Violetta már költői teremtmény.
A nyitány tulajdonképpen a hősnő portréja: áttetsző, osztott hegedűszólammal kezdődik – ez később a harmadik felvonás sötét, beteges hangulatát jellemzi. Ezt követi Alfredo iránti szerelmi vallomása, ami nem egy szenvedélyes kitörés, hanem egy állandóan égő láng. Az ismétlést díszítő, könnyedén lépdelő hegedűdallam az első felvonás kacér háziasszonyát jellemzi.
A darabot mindvégig Violetta uralja, az ő jelenléte kölcsönöz életet és egyéniséget a másik két főszereplőnek (Alfredo és Giorgio Germont-nak). Jelleme sokat fejlődik: az első felvonásban a vidám társasági hölgy szerepében tetszeleg, könnyedén replikázik és gondosan fenntartja a bál hangulatát. Még az Alfredóval énekelt kettőse sem egyéb könnyed enyelgésnél. Az első komoly fordulat jellemében az È strano, è strano! ária, amelyben a fiatalember iránti szerelmét vallja meg, ennek azonban rögvest ellentmond a keringőszerű Sempre libera, amelyben szabadnak képzeli magát. Ez drámai iróniaként működik, de közvetlen célja a premieren éneklő Fanny Salvini-Donatelli bravúrjának minél teljesebb csillogtatása volt.
Jelleme nagyot változik az első és második felvonás között is. Ezt mi sem igazolja jobban, mint az a meleg és méltóságos, hét ütemből álló frázis, amellyel meglágyítja az idősebb Germont szívét. Duettjük (Pura siccome un angelo) a felvonás középpontja és egyben a dráma fordulópontja. Mire ez a kettős véget ér, Violetta dönt és Germont örül, de kevésbé, mint remélte. Ahogy Germont egyre erőteljesebben szorongatja Violettát, a hősnő a reszkető reménytől a páni rémületen át eljut a kétségbeesésig, majd a lemondásig, a végtelenül szomorú Ditte alla giovine andantéig. Violetta Morrò, morrò töredezett cabalettája a főhősnő összeomlását fejezi ki. Alfredóhoz írt levelét sóhajszerű klarinéttéma kíséri. Ezután jelenik meg váratlanul Alfredo, akinek dühe mintegy negyven ütemnyi, folyamatosan fokozódó feszültség.
A második felvonás második színében (amit gyakran külön felvonásként adnak elő) Violetta szerepe csekély, de jelentősége annál nagyobb. A ciaccatúráktól hemzsegő, villamos töltésű zenekari témával megfestett kártyajáték alatt a nő hangja háromszor szárnyal föl és hullik alá egy vigasztalan frázissal, jellegzetesen verdis fokozatossággal kicsit változó hangszerelésben. Alfredo nyilvános vádaskodása gúnyolódásának keserű iróniáját közvetíti. A Germont belépését követő concertatóban a dallamok körvonala és a tagolás tükrözi a három főszereplő lelkiállapotát: Germont méltóságteljes rosszallását, Alfredo dadogó mentegetőzését és Violetta megtört szívét. Violetta zenéje a tipikus bánatos cantilena, az olasz zeneszerzők egyik kedvenc eszköze a helyzet líraiságának hangsúlyozására.
Az utolsó felvonás a beteg Violetta portréja: az előjátékot indító vonósakkordok sora egy mélyen expresszív c-moll cantilenába vált át, ami azután Desz-dúrba vált, és végül eljut egy sóhajokkal teli kódához. Ez Verdi egyik legkevésbé szabályos dallama, a zene Chopinére hasonlít. Violetta Addio al passato áriájának bánatos hangulatát az utcáról beszűrődő zene (Largo al quadrupede) szakítja meg, ami után rögtön Alfredo érkezik, és a szerelmesek egy rövid ideig újra boldogok (Parigi o cara). Az ezt követő zene minden részletet ábrázol: Violetta már fel sem tud kelni ágyából, de megpróbál vidámságot teremteni, azután borzongva érti meg, hogy még szerelme visszatérte sem mentheti meg, és fájdalmasan tör ki, hogy miért kell ilyen fiatalon meghalnia. Az Ah, gran Dio, morir kezdetű cabalettájában a dallamvonal szaggatottsága kárpótol a kifejező harmónia hiányáért. Hamar bekövetkezik a vég. A cabaletta szünet nélkül visz az idősebb Germont belépéséig, amelyből azután Verdi operáinak egyik legrövidebb és legegyszerűbb zárójelenete alakul ki. Ezt végig Violetta uralja, és szólamához vészjósló dobpergések párosulnak, a halál közelségét jelezve. Egy utolsó dagadó kadencia után bekövetkezik az összeomlás.
A Traviata zenéjében feltűnően nagy szerephez jut a táncmelódia; az opera alaphangját a francia keringő adja meg. Az első felvonás legnagyobb része, Violetta estélye egy sor táncdallamon nyugszik: egymást követik a polka-, galopp- és keringődallamok. A felvonás zárójelenete, Violetta nagyáriájának zárórésze egyetlen szárnyaló keringő. A tánc a második felvonás második színében jut még jelentős szerephez Flora estélyén (cigánylányok kara, torreádorok kara).
A tánczene mellett figyelemre méltó a darab konverzációs stílusa, amit nem kötnek le a dallamépítkezés zárt formái, ezért realista hatásúak. A társalgás rövid, izgatott mondatokból épül, a feszültséget egy visszatérő zenei motívum is hangsúlyozza.

## Megfilmesítések
A műnek több megfilmesítése is készült:
- La traviata (1967) rendező Tito Capobianco, főszerepben: Beverly Sills, Henry Price, Richard Fredricks
- La traviata (1967) rendező Mario Lanfranchi, főszerepben: Anna Moffo, Gino Bechi, Franco Bonisolli
- La traviata (1981) rendező Brian Large, főszerepben: Ileana Cotrubaş, Plácido Domingo, Cornell MacNeil
- La traviata (1983) rendező Franco Zeffirelli, főszerepben: Teresa Stratas, Plácido Domingo, Cornell MacNeil
- La traviata (1987) rendező Peter Hall, főszerepben: Marie McLaughlin, Walter MacNeil, Brent Ellis
- La traviata (1992) rendező Derek Bailey, főszerepben: Edita Gruberová, Neil Shicoff, Giorgio Zancanaro
- La traviata (1994) rendező Humphrey Burton, főszerepben: Angela Gheorghiu, Frank Lopardo, Leo Nucci
- La traviata (1995) rendező Renata Scotto, főszerepben: Janice Hall, Stephen Mark Brown, Louis Otey
- La traviata (1997) rendező Ariane Adriani, főszerepben: Leontina Văduva, Alfredo Portilla
- La traviata (2000) rendező Pierre Cavassilas, főszerepben: Eteri Gvazava, José Cura, Rolando Panerai
- La traviata (2001) rendező Patrizia Carmine, főszerepben: Darina Takova, Giuseppe Sabbatini, Vittorio Vitelli
- La traviata (2003) rendező Don Kent, főszerepben: Mireille Delunsch, Matthew Polenzani, Zeliko Lucic
- La traviata (2005) rendező Brian Large, főszerepben: Anna Nyetrebko, Helene Schneiderman, Diane Pilcher
- La traviata (2006) rendező Marta Domingo, főszerepben: Renée Fleming, Rolando Villazón, Renato Bruson

## Felvételek
Az évek során az operából 253 audio felvétel készült. Az alábbi lista a legfontosabbakat tartalmazza:
| Év   | Főszereplők (Violetta, Alfredo, Germont)                    | Karmester, operaház vagy zenekar                                                   | Kiadó                            |
| ---- | ----------------------------------------------------------- | ---------------------------------------------------------------------------------- | -------------------------------- |
| 1946 | Licia Albanese, Jan Peerce, Robert Merrill                  | Arturo Toscanini, NBC Symphony Orchestra, New York                                 | CD:RCA Victor Red Seal           |
| 1955 | Maria Callas, Giuseppe Di Stefano, Ettore Bastianini        | Carlo Maria Giulini, Teatro alla Scala, Milánó                                     | CD:EMI Classics                  |
| 1958 | Maria Callas, Alfredo Kraus, Mario Sereni                   | Franco Ghione, Teatro Nacional de São Carlos, Lisszabon                            | CD:EMI Classics                  |
| 1960 | Anna Moffo, Richard Tucker, Robert Merrill                  | Fernando Previtali, Teatro dell’Opera di Roma, Róma                                | CD:RCA Victor Red Seal           |
| 1962 | Joan Sutherland, Carlo Bergonzi, Robert Merrill             | John Pritchard, Maggio Musicale, Firenze                                           | CD:Decca Records                 |
| 1967 | Anna Moffo, Franco Bonisolli, Gino Bechi                    | Giuseppe Patanè Teatro dell’Opera di Roma, Róma (megfilmesítette Mario Lanfranchi) | DVD: Video Artists International |
| 1967 | Montserrat Caballé, Carlo Bergonzi, Sherrill Milnes         | Georges Prêtre, RCA Italiana Opera                                                 | CD:RCA                           |
| 1968 | Pilar Lorengar, Jaume Aragall, Dietrich Fischer-Dieskau     | Lorin Maazel, Nyugat-berlini Opera Ének- és Zenekara                               | CD: Decca 443 000-2              |
| 1976 | Ileana Cotrubaş, Plácido Domingo, Sherrill Milnes           | Carlos Kleiber, Bayerische Staatsoper orchestra and chorus                         | CD: Deutsche Grammophon          |
| 1979 | Dame Joan Sutherland, Luciano Pavarotti, Matteo Manuguerra  | Richard Bonynge, National Philharmonic Orchestra, London                           | CD:Decca Records                 |
| 1983 | Teresa Stratas, Plácido Domingo, Cornell MacNeil            | James Levine Metropolitan Opera, New York (megfilmesítette Franco Zeffirelli)      | DVD: Universal Studios           |
| 1992 | Cheryl Studer, Luciano Pavarotti, Juan Pons                 | James Levine Metropolitan Opera, New York                                          | CD: Deutsche Grammophon          |
| 1992 | Dame Kiri Te Kanawa, Alfredo Kraus, Dmitrij Hvorosztovszkij | Zubin Mehta, Maggio Musicale Fiorentino, Firenze                                   | CD:Polygram Records              |
| 1995 | Angela Gheorghiu, Frank Lopardo, Leo Nucci                  | Solti György, Royal Opera House, London                                            | CD:Decca                         |
| 2000 | Eteri Gvazava, José Cura, Rolando Panerai                   | Zubin Mehta, Orchestra Synfonica Nazionale della RAI, Párizs                       | CD:                              |
| 2005 | Anna Nyetrebko, Rolando Villazon, Thomas Hampson            | Carlo Rizzi, Wiener Philharmoniker, Bécs                                           | CD: Deutsche Grammophon          |